# مجموعه تارکیگ
مجموعه تارکیگ مربوط به دوره صفوی است و در شهرستان میبد، بخش مرکزی، دهستان بفروئیه، روستای فیروزآباد، خیابان ابوالفضل (ع)، روبروی مسجد کلوسر واقع شده و این اثر در تاریخ ۱۵ دی ۱۳۸۷ با شمارهٔ ثبت ۲۴۳۳۷ به‌عنوان یکی از آثار ملی ایران به ثبت رسیده است.